# Mladen Bojanić
Mladen Bojanić, cyr. Младен Бојанић (ur. 14 listopada 1962 w Titogradzie) – czarnogórski ekonomista i polityk, były poseł do Zgromadzenia Czarnogóry, kandydat w wyborach prezydenckich w 2018, minister do spraw inwestycji kapitałowych (2020–2022).

## Życiorys
Z wykształcenia ekonomista, absolwent Uniwersytetu Czarnogóry w Podgoricy. Do 1990 pracował w przedsiębiorstwie Montenegroexpress w Budvie. Później związany z różnymi przedsiębiorstwami, zajmował się działalnością brokerską i inwestycyjną. Działacz różnych organizacji gospodarczych, w tym zrzeszenia banków i izby handlowej, w 2002 został wiceprzewodniczącym zgromadzenia towarzystwa ekonomistów Czarnogóry.
W 2012 współtworzył ugrupowanie Pozytywna Czarnogóra, objął funkcję jego wiceprzewodniczącego. W tym samym roku uzyskał mandat deputowanego do parlamentu Czarnogóry. W 2014, gdy doszło do rozłamu w partii, znalazł się w grupie działaczy, która opuściła to ugrupowanie. W 2016 założył ruch polityczny „Otpor beznađu”, deklarujący wsparcie dla zjednoczenia czarnogórskiej opozycji i sprzeciwiający się członkostwu tego państwa w NATO.
W 2018 Mladen Bojanić wystartował w wyborach prezydenckich. Poparły go m.in. Front Demokratyczny, Demokratyczna Czarnogóra i Socjalistyczna Partia Ludowa Czarnogóry. W głosowaniu, zakończonym w pierwszej turze zwycięstwem Mila Đukanovicia, zajął 2. miejsce wśród 7 kandydatów z wynikiem 33,4% głosów.
Po wyborach w 2020 desygnowany na premiera Zdravko Krivokapić przedstawił go jako kandydata na ministra do spraw inwestycji; funkcję tę Mladen Bojanić objął w grudniu tegoż roku. W lutym 2022 wobec rządu, w którego skład wchodził, przegłosowano wotum nieufności. Zakończył urzędowanie w kwietniu 2022, gdy doszło do powołania nowego gabinetu.